# Campeonato Europeo de Ciclismo BMX Estilo Libre
El Campeonato Europeo de Ciclismo BMX Estilo Libre es la competición de ciclismo BMX estilo libre más importante a nivel europeo. Es organizado anualmente desde 2019 por la Unión Europea de Ciclismo (UEC).

## Ediciones
| Núm. | Año  | Sede                 | País               |
| ---- | ---- | -------------------- | ------------------ |
| I    | 2019 | Cadenazzo            | Suiza              |
| —    | 2020 | No realizado         | No realizado       |
| II   | 2021 | Moscú Bochum         | Rusia · Alemania   |
| III  | 2022 | Múnich               | Alemania           |
| IV   | 2023 | Duisburg             | Alemania           |
| V    | 2024 | Cadenazzo Luxemburgo | Suiza · Luxemburgo |

1. 1 2  Solo se disputó la modalidad de parque.
2. 1 2  En la primera sede se disputó la modalidad de parque y en la segunda la de flatland.
3. ↑  Solo se disputó la modalidad de flatland.

## Palmarés masculino

### Parque
| Núm. | Año  | Sede                   | Oro                       | Plata                     | Bronce                      |
| ---- | ---- | ---------------------- | ------------------------- | ------------------------- | --------------------------- |
| I    | 2019 | Cadenazzo · ( Suiza)   | Anthony Jeanjean Francia  | Marin Ranteš · Croacia    | Declan Brooks Reino Unido   |
| —    | 2020 | No realizado           | No realizado              | No realizado              | No realizado                |
| II   | 2021 | Moscú · ( Rusia)       | Anthony Jeanjean Francia  | Irek Rizayev · Rusia      | Konstantin Andreyev · Rusia |
| III  | 2022 | Múnich · ( Alemania)   | Anthony Jeanjean Francia  | Kieran Reilly Reino Unido | Marin Ranteš · Croacia      |
| —    | 2023 | Modalidad no disputada | Modalidad no disputada    | Modalidad no disputada    | Modalidad no disputada      |
| IV   | 2024 | Cadenazzo · ( Suiza)   | Kieran Reilly Reino Unido | Anthony Jeanjean Francia  | Dylan Hessey Reino Unido    |

### Flatland
| Núm. | Año  | Sede                     | Oro                      | Plata                            | Bronce                    |
| ---- | ---- | ------------------------ | ------------------------ | -------------------------------- | ------------------------- |
| —    | 2019 | Modalidad no disputada   | Modalidad no disputada   | Modalidad no disputada           | Modalidad no disputada    |
| —    | 2020 | No realizado             | No realizado             | No realizado                     | No realizado              |
| I    | 2021 | Bochum · ( Alemania)     | Matthias Dandois Francia | Varo Hernández · España          | Alexandre Jumelin Francia |
| —    | 2022 | Modalidad no disputada   | Modalidad no disputada   | Modalidad no disputada           | Modalidad no disputada    |
| II   | 2023 | Duisburgo · ( Alemania)  | Matthias Dandois Francia | Jorge Gómez Piernavieja · España | Varo Hernández · España   |
| III  | 2024 | Luxemburgo ( Luxemburgo) | Matthias Dandois Francia | Jorge Gómez Piernavieja · España | Julien Baran Francia      |

## Palmarés femenino

### Parque
| Núm. | Año  | Sede                   | Oro                                | Plata                              | Bronce                            |
| ---- | ---- | ---------------------- | ---------------------------------- | ---------------------------------- | --------------------------------- |
| I    | 2019 | Cadenazzo · ( Suiza)   | Charlotte Worthington Reino Unido  | Lara Lessmann · Alemania           | Yelizaveta Posadskij · Rusia      |
| —    | 2020 | No realizado           | No realizado                       | No realizado                       | No realizado                      |
| II   | 2021 | Moscú · ( Rusia)       | Nikita Ducarroz · Suiza            | Lara Lessmann · Alemania           | Teresa Fernández-Miranda · España |
| III  | 2022 | Múnich · ( Alemania)   | Iveta Miculyčová · República Checa | Kim Lea Müller · Alemania          | Laury Perez Francia               |
| —    | 2023 | Modalidad no disputada | Modalidad no disputada             | Modalidad no disputada             | Modalidad no disputada            |
| IV   | 2024 | Cadenazzo · ( Suiza)   | Sasha Pardoe Reino Unido           | Iveta Miculyčová · República Checa | Nikita Ducarroz · Suiza           |

### Flatland
| Núm. | Año  | Sede                     | Oro                      | Plata                   | Bronce                   |
| ---- | ---- | ------------------------ | ------------------------ | ----------------------- | ------------------------ |
| —    | 2019 | Modalidad no disputada   | Modalidad no disputada   | Modalidad no disputada  | Modalidad no disputada   |
| —    | 2020 | No realizado             | No realizado             | No realizado            | No realizado             |
| I    | 2021 | Bochum · ( Alemania)     | Irina Sadovnik · Austria | Louise Seigneur Francia | Julia Preuß · Alemania   |
| —    | 2022 | Modalidad no disputada   | Modalidad no disputada   | Modalidad no disputada  | Modalidad no disputada   |
| II   | 2023 | Duisburgo · ( Alemania)  | Jeanne Seigneur Francia  | Louise Seigneur Francia | Julia Preuß · Alemania   |
| III  | 2024 | Luxemburgo ( Luxemburgo) | Anna Mondics · Hungría   | Jeanne Seigneur Francia | Veronika Kádár · Hungría |

## Medallero histórico total
- Actualizado a Luxemburgo 2024.

| Núm. | País            | Oro | Plata | Bronce | Total |
| ---- | --------------- | --- | ----- | ------ | ----- |
| 1    | Francia         | 7   | 4     | 3      | 14    |
| 2    | Reino Unido     | 3   | 1     | 2      | 6     |
| 3    | República Checa | 1   | 1     | 0      | 2     |
| 4    | Hungría         | 1   | 0     | 1      | 2     |
| 4    | Suiza           | 1   | 0     | 1      | 2     |
| 6    | Austria         | 1   | 0     | 0      | 1     |
| 7    | Alemania        | 0   | 3     | 2      | 5     |
| 7    | España          | 0   | 3     | 2      | 5     |
| 9    | Rusia           | 0   | 1     | 2      | 3     |
| 10   | Croacia         | 0   | 1     | 1      | 2     |
|      | TOTAL           | 14  | 14    | 14     | 42    |